# Лукьяненко, Дарья Алексеевна
Да́рья Алексе́евна Лукья́ненко (род. 18 мая 2002, Шахты, Ростовская область) ― российская параспортсменка, пловчиха, трёхкратная чемпионка Европы и трёхкратная чемпионка Паралимпийских игр 2024 года.

## Биография
Дарья Лукьяненко родилась 18 мая 2002 года в городе Шахты в Ростовской области.
На чемпионате мира по паралимпийскому плаванию 2019 года завоевала серебро в заплыве 100 метров брассом и бронзу  в заплыве на 200 метров среди спортсменок с нарушением зрения. На Паралимпийских игр 2020 года Дарья завоевала серебряную медаль в заплыве 100 метров брассом среди спортсменок с нарушением зрения. 
На чемпионате Европы по паралимпийскому плаванию 2024 года, который проходил в Фуншале, завоевала три золотые и одну серебряную медаль. В августе-сентябре 2024 года на Паралимпийских играх в Париже завоевала три золотые и две бронзовые медали. На своей второй Паралимпиаде Дарья установила два мировых рекорда, в том числе на дистанции 200 м комплексным плаванием в классе SM11, где она финишировала первой и показала время 2.37,77 и побила свой личный рекорд, который равнялся 2.38,47. 7 сентября 2024 года она установила новый мировой рекорд в заплыве 100 м вольным стилем в классе S11 и завоевала третью золотую медаль; Дарья показала время 1.04,88 секунд.